# Brigt Rykkje
Johan Ingebrigt Rykkje (conocido como Brigt Rykkje; Bergen, Noruega, 16 de junio de 1975) es un deportista neerlandés que compitió en patinaje de velocidad sobre hielo. Ganó una medalla de bronce en el Campeonato Mundial de Patinaje de Velocidad sobre Hielo en Distancia Individual de 2007, en la prueba de 10 000 m.

## Palmarés internacional
| Campeonato Mundial en Distancia Individual | Campeonato Mundial en Distancia Individual | Campeonato Mundial en Distancia Individual | Campeonato Mundial en Distancia Individual |
| Año                                        | Lugar                                      | Medalla                                    | Prueba                                     |
| ------------------------------------------ | ------------------------------------------ | ------------------------------------------ | ------------------------------------------ |
| 2007                                       | Salt Lake City (Estados Unidos)            | Medalla de bronce                          | 10 000 m                                   |